# Уистманский лес
Уистманский лес (англ. Wistman's Wood) — высокогорный дубовый лес, расположенный на высоте 380—410 метров в долине реки Уэст-Дарт, в Дартмуре, в графстве Девон, Англия.

## Охранный статус
Это один из самых высоких дубовых лесов в Великобритании, который, как выдающийся пример естественного высокогорного дубового леса, был выбран в качестве объекта особого научного интереса в 1964 году. Также включен в Обзор Охраны Природы — 2-томный труд Дерека Рэтклиффа, как одно из наиболее важных мест для сохранения природы в Великобритании. Является частью одноимённого национального природного заповедника.

## Описание
Лес условно делится на три рощи — северную, южную и центральную, и занимает общую площадь около 3.5 га.
Он занимает защищённый, обращенный к юго-западу склон долины, где обнажаются крупные гранитные отложения, покрытые орляком, черникой и редким утёсником, и скопились очаги кислой, хорошо дренированной почвы.
Дополнительный подлесок из кустарника выходит за пределы основного массива леса.
Уистманский лес принадлежит герцогству Корнуолл и управляется с 1961 года в соответствии с соглашением о заповеднике с Советом по охране природы, Английской природой и Естественной Англией.
Многие люди посещают этот лес пешком, а крупный рогатый скот и овцы имеют свободный доступ туда, где позволяет местность.

### Флора и фауна
Растительный мир здесь, в основном, представляет дуб черешчатый. Изредка встречаются рябина, остролист, боярышник, орешник и ивы. В местах, защищённых от домашнего скота, встречаются кислица, черника, ожика и ежевика.
Дубы здесь отличаются карликовостью и редко достигают высоты более 4,5 м. Многие деревья развили сильно искривлённые формы с лежачими стволами, и их главные ветви, как правило, лежат на камнях или между ними на лесной подстилке.
Горизонтальное расположение стволов и ветвей позволяет органическому мусору и перегною накапливаться на них, способствуя интенсивному росту различных мхов и лишайников — последних в Уистманском лесу насчитывается около 120 видов.
Некоторые деревья достигают 6 — 7,6 м в высоту, но они, как правило, они имеют более вертикальные стволы и раскидистые кроны.
В лесу обитает большая популяция гадюк.

## История
Уистманский лес упоминается в письменной форме на протяжении сотен лет.
Вероятно, это остатки древнего леса, покрывавшего большую часть Дартмура c. 7000 г. до н. э., до того, как охотники и собиратели эпохи мезолита начали очищать его около 5000 г. до н. э.
Фотографии и другие записи показывают, что Уистманский лес значительно изменился с середины 19 века — в то время климатические условия стали теплее. За этот период старые дубы выросли, приобретя более восходящую форму, а также появилось новое поколение пряморослых и одноствольных дубов.
Возраст самых старых дубов составляет 400—500 лет, и они произошли из вырождающейся дубовой древесины, которая сохранялась в виде кустарников в течение двух веков холодного климата. В 1620 году эти старые деревья были описаны как «не выше, чем человек может коснуться вершины своей головой». Высота деревьев несколько увеличилась к середине 19 века, а в течение 20 века примерно удвоилась (в 1997 году максимальная и средняя высота деревьев составляла около 12 и 7 м соответственно).
Камень Буллера — валун к востоку от леса, посвящён попытке датировать деревья в 1866 году, когда Вентворт Буллер (с разрешения герцогства) срубил дуб. По оценкам, ему было 168 лет.

## В мифах, искусстве и литературе
Лес был источником вдохновения для многих художников, поэтов и фотографов, он фигурирует в сотнях рассказов девятнадцатого века. Существует предание, согласно которому лес был посажен Изабеллой де Фортибус.
Лес подробно описан и обсуждается как предмет большого интереса в эссе о натурализме 1978 года «Дерево» английского писателя Джона Фаулза.
Название Уистманского Леса может происходить от диалектного слова «wisht», что означает «жуткий» или «управляемый (преследуемый) пикси».
В Девоне легенда о Дикой охоте особенно ассоциируется с Уистманским лесом. Адские гончие псы, преследующие грешников или некрещёных, здесь известны как Йет (Хит) или Вишт-хаунды.